# Edmund Walker Head
Sir Edmund Walker Head, 8º Baronete Head, KCB, (Maidstone, 16 de fevereiro de 1805 - Londres, 28 de janeiro de 1868) foi um político inglês, Governador-geral da Província do Canadá e Vice-governador de New Brunswick.